# Anton Bauer

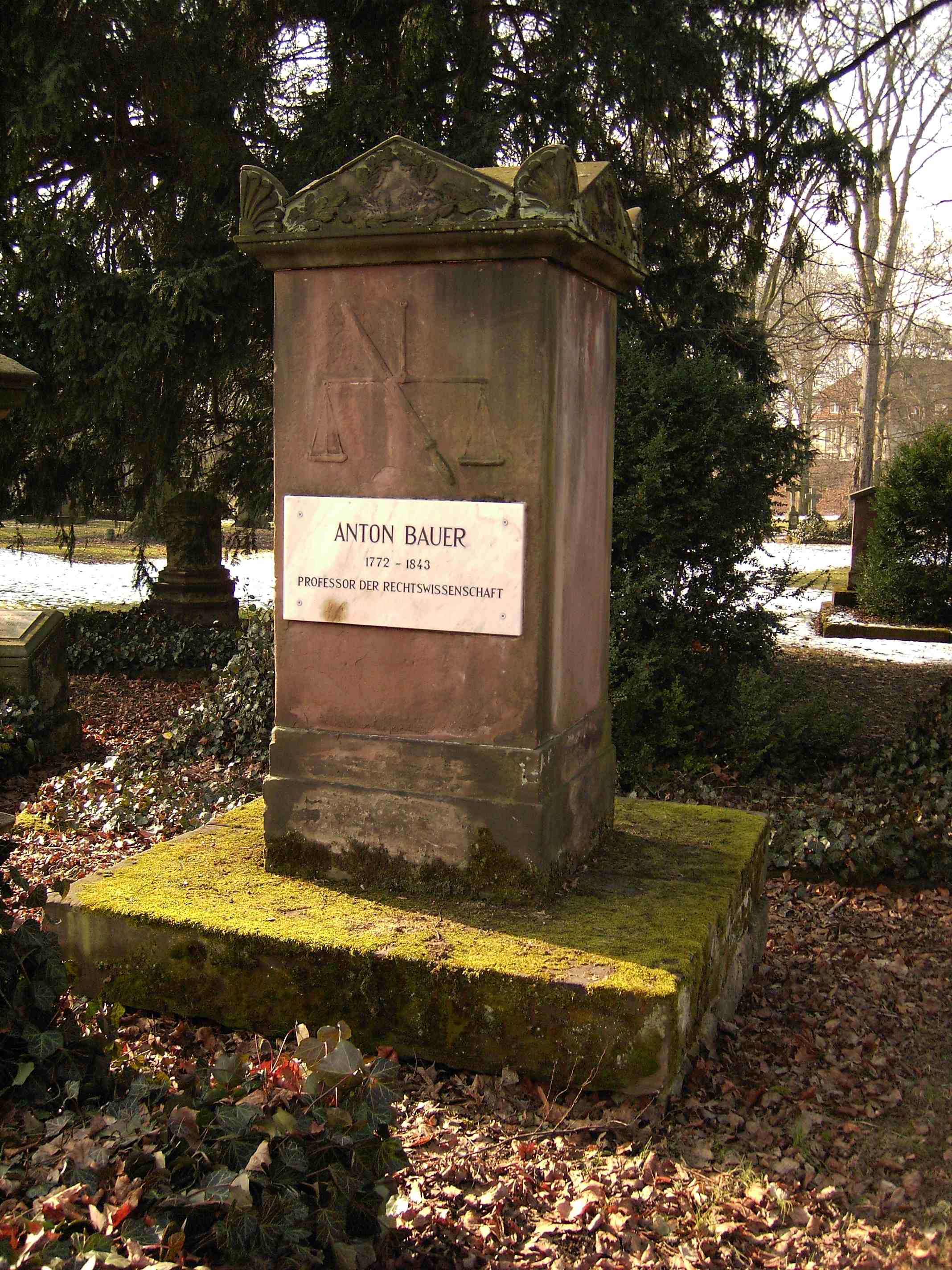
Anton Bauers gravställe i Göttingen.

Anton Bauer, född 16 augusti 1772 i Marburg, död 1 juni 1843 i Göttingen, var en tysk jurist.
Bauer studerade vid Marburgs universitet, där han 1793 blev privatdocent och 1797 professor samt blev 1812 professor vid Göttingens universitet. Han var även geheime justitieråd. 
Bauer författade bland annat de bemärkta arbetena Lehrbuch des Naturrechts (1808; tredje upplagan 1825), Lehrbuch der Strafrechtswissenschaft (1827; andra upplagan 1833) och Die Warnungstheorie (1830), de bägge sistnämnda framställande en modifikation av Paul Johann Anselm von Feuerbachs avskräckningsteori.